# نانسي فاوست
نانسي فاوست (بالإنجليزية: Nancy Faust)‏ هي عازفة الأرغن أمريكية، ولدت في 11 مارس 1947 في شيكاغو في الولايات المتحدة.